# Epilobium arcticum
Epilobium arcticum är en dunörtsväxtart som beskrevs av Samuelsson. Epilobium arcticum ingår i släktet dunörter, och familjen dunörtsväxter. Inga underarter finns listade i Catalogue of Life.